# Khara-Khoto

Localizzazione della provincia del Gansu.

Khara-Khoto (mongolo: Khar Khot, "città nera"; cinese:黑城, Hēichéng, "città nera" o 黑水城 Hēishuǐchéng, "città dell'acqua nera") è una città Tangut medievale situata nella striscia di Ejin della Lega dell'Alxa, nella Mongolia Interna occidentale, vicino al bordo dell'ex lago Gashun. È stata identificata come la città di Etzina, che appare in Il Milione di Marco Polo.

## Storia
La città fu fondata nel 1032 e divenne un fiorente centro di commercio dell'impero Tangut nell'XI secolo. Vi sono i resti di mura cittadine alte 10 metri e spesse 4 metri. Le mura esterne corrono per circa 421 metri da est ad ovest, e per 374 metri da nord a sud.
La fortezza fu conquistata una prima volta da Gengis Khan nel 1206 ma, contrariamente a quanto si crede, continuò ad essere fiorente anche sotto il dominio mongolo. Al tempo del Kublai Khan la città si espanse raggiungendo una dimensione tre volte superiore a quella dell'impero Tangut. Togoontemur Khan si impegnò per la riconquista della Cina a Khara-Khoto. La città si trovava sull'incrocio delle rotte che univano Karakorum, Xanadu e Kumul.
In Il Milione, Marco Polo descrive la visita effettuata ad una città chiamata Etzina o Edzina, che è stata identificata con Khara-Khoto.
Secondo una leggenda della locale popolazione Torghut, nel 1372 un generale mongolo di nome Khara Bator (eroe nero) fu circondato con le sue truppe dall'esercito della dinastia Ming cinese. Deviando il corso del fiume Ejin, la fonte d'acqua della città che scorreva subito fuori dalla fortezza, i cinesi negarono a Khara-Khoto l'acqua per i giardini e i pozzi. Col passare del tempo Khara Bator intuì il proprio destino, uccise la propria famiglia e poi si uccise. Dopo il suo suicidio i soldati aspettarono nella fortezza il decisivo assalto dei Ming, che uccisero gli abitanti rimasti. Un'altra versione della leggenda racconta di Khara Bator che aprì una breccia nell'angolo nord-occidentale delle mura fuggendoci attraverso. I resti della città hanno un'apertura dalla quale poteva passare un cavaliere.
Dopo la sconfitta, e probabilmente a corto d'acqua, la città fu abbandonata e lasciata andare in rovina.

## Esplorazione

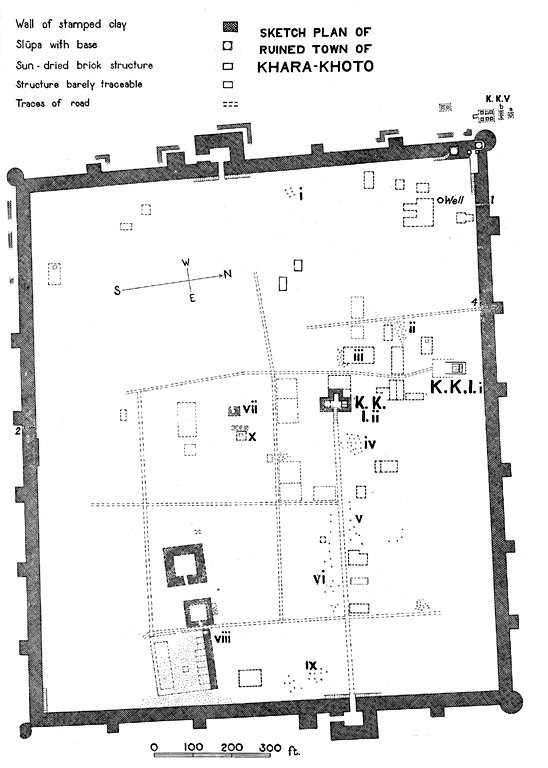
Mappa di Khara-Khoto disegnata da Sir Aurel Stein.

Gli esploratori russi Grigory Potanin e Vladimir Obruchev sentirono voci secondo le quali a valle del fiume Ejin si sarebbe trovata un'antica città. Questo fatto convinse l'Istituto di Studi Orientali dell'Accademia russa delle Scienze, San Pietroburgo, ad organizzare una nuova spedizione coordinata da Mongolia e Sichuan sotto alla guida di Pyotr Kuzmich Kozlov.
Durante la spedizione del 1907-1909 in Asia centrale, nel 1908 Kozlov scoprì prove storiche dell'esistenza di Khara-Khoto. Con una cena ed il regalo di un grammofono ad un capo Torghut locale di nome Dashi Beile, Kozlov ottenne il permesso di scavare il sito, ed arrivò sul posto il 1º maggio 1908 . Furono scoperti oltre 2000 libri e manoscritti in lingua Tangut. Inizialmente Kozlov mandò dieci casse di manoscritti ed oggetti buddisti a San Pietroburgo, per poi tornare nel maggio 1909 a recuperare nuovi oggetti. Libri e xilografie furono rinvenute a giugno, durante gli scavi di uno stupa posizionato circa 400 metri ad ovest della città.
Sir Aurel Stein scavò Khara-Khoto durante la sua terza spedizione in Asia centrale nel 1917, analizzando Khara-Khoto per otto giorni. I ritrovamenti furono inclusi nel capitolo 13 del primo volume di Innermost Asia.
Langdon Warner visitò Khara-Khoto nel 1925.
Folke Bergman giunse la prima volta a Khara-Khoto nel 1927, per poi ritornarvi nel 1929 standovi per un anno e mezzo. Disegnò mappe di Khara-Khoto e della zona del fiume Ejin, studiando torri d'osservazione e fortezze, e ritrovando numerose xilografie. Bergman notò che le visite di Kozlov e Stein erano state superficiali, e che la documentazione prodotta era in parte errata.
Sven Hedin e Xu Bingchang guidarono la spedizione sino-svedese tra il 1927 ed il 1931. Dopo Hedin, John DeFrancis passò nel 1935.
Ulteriori scavi cinesi ebbero luogo tra il 1983 ed il 1984 grazie a Li Yiyou, dell'Inner Mongolian Institute of Archaeology, riportando alla luce circa 3000 altri manoscritti. Oltre ai libri, questi scavi permisero di recuperare materiale da costruzione, oggetti d'uso quotidiano, arnesi da produzione e pezzi d'arte religiosa.

## Ritrovamenti

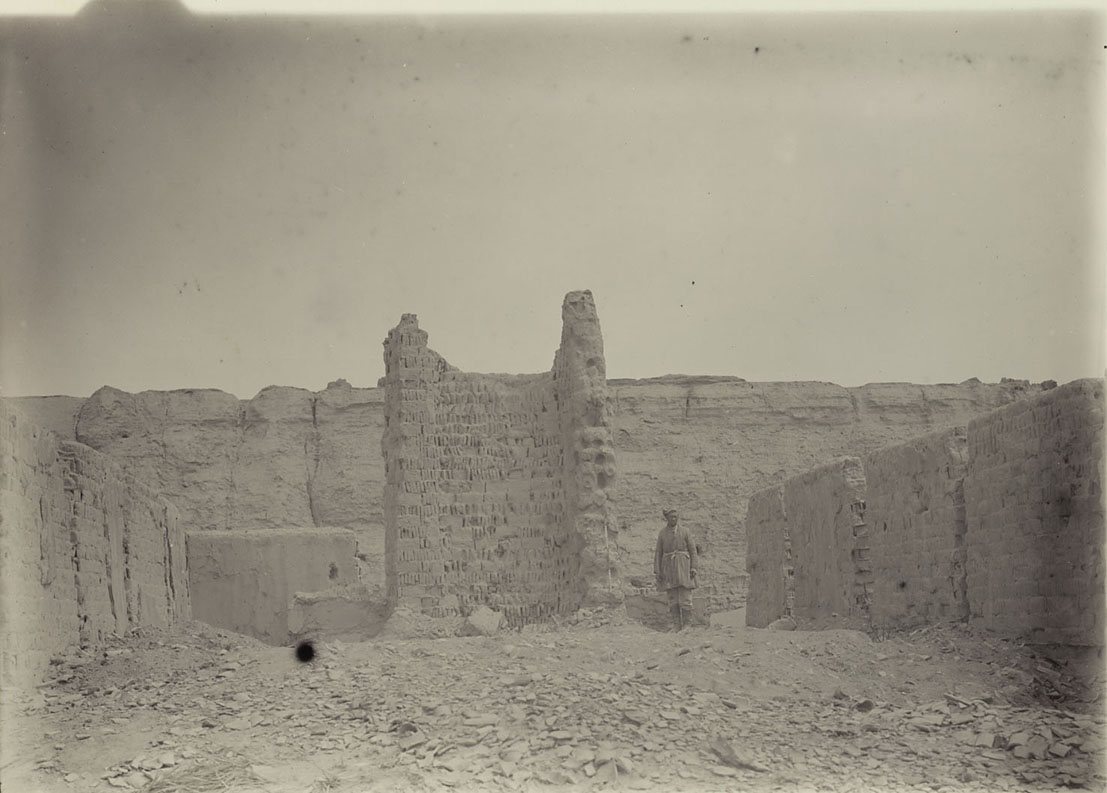
Vista delle rovine di Khara-Khoto.

I ritrovamenti di Kozlov, circa 3500 dipinti ed altri oggetti, si trovano presso il Museo dell'Ermitage di San Pietroburgo, mentre libri e xilografie sono presso l'Institute of Oriental Studies. Questi reperti sopravvissero all'assedio di Leningrado e di alcuni di loro si persero le tracce fino al 1991,, formando le basi per lo studio della lingua Tangut, scritta in Tangut negli anni successivi. Tra gli oggetti recuperati da Kozlov c'è un glossario cinese-tangut intitolato Fanhan Heshi Zhangzhongzhu (番汉合时掌中珠), scritto nel 1190.
Oltre ai reperti scritti, sono stati trovati anche frammenti di seta colorati con batik. Un piccolo frammento di murale in fango conferma l'uso del cobalto come pigmento sotto forma di smalto.

## Note

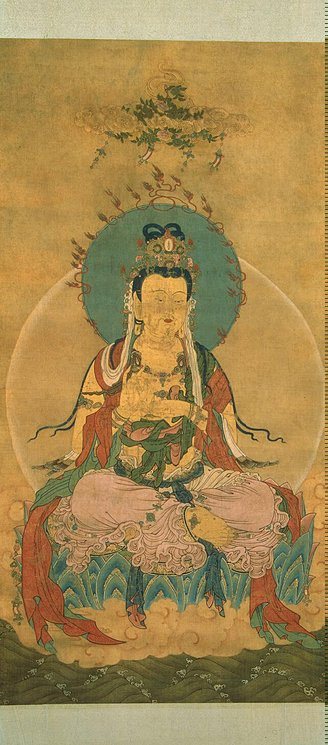
Dipinto in seta di Khara-Khoto, oggi esposto presso il Museo dell'Ermitage di San Pietroburgo